# دالي كامبل
دالي كامبل هي نقاشة خشب ‏ كندية، ولدت في 1954.